# Myotis handleyi
Myotis handleyi — вид рукокрилих роду Нічниця (Myotis).

## Етимологія
Видова назва дає почесті Чарльзу О. Хендлі-молодшому (Charles O. Handley), на знак визнання його видатного внеску в дослідження рукокрилих в Південній Америці. 

## Опис
Невеликих розмірів, з довжиною передпліччя між 33,7 і 37,3 мм, довжина вух між 12 і 15 мм і масою до 6 гр.
Шерсть довга й шовковиста. Спинна частина сірувато-коричневого кольору з чорною основою волосся і жовтуватими кінчиками, черевна частина жовто-коричнева. Крила прикріплені до задньої частини основи пальців, ступні малі. Хвіст довгий.

## Поширення, поведінка
Цей вид відомий тільки в двох гірських хребтів північного Венесуели. Живе у вологих лісах між 1050 і 2150 метрів над рівнем моря. Ховається в тріщинах стін будівель. Харчується комахами.